# Hidrazona

Estrutura do grupo funcional hidrazona

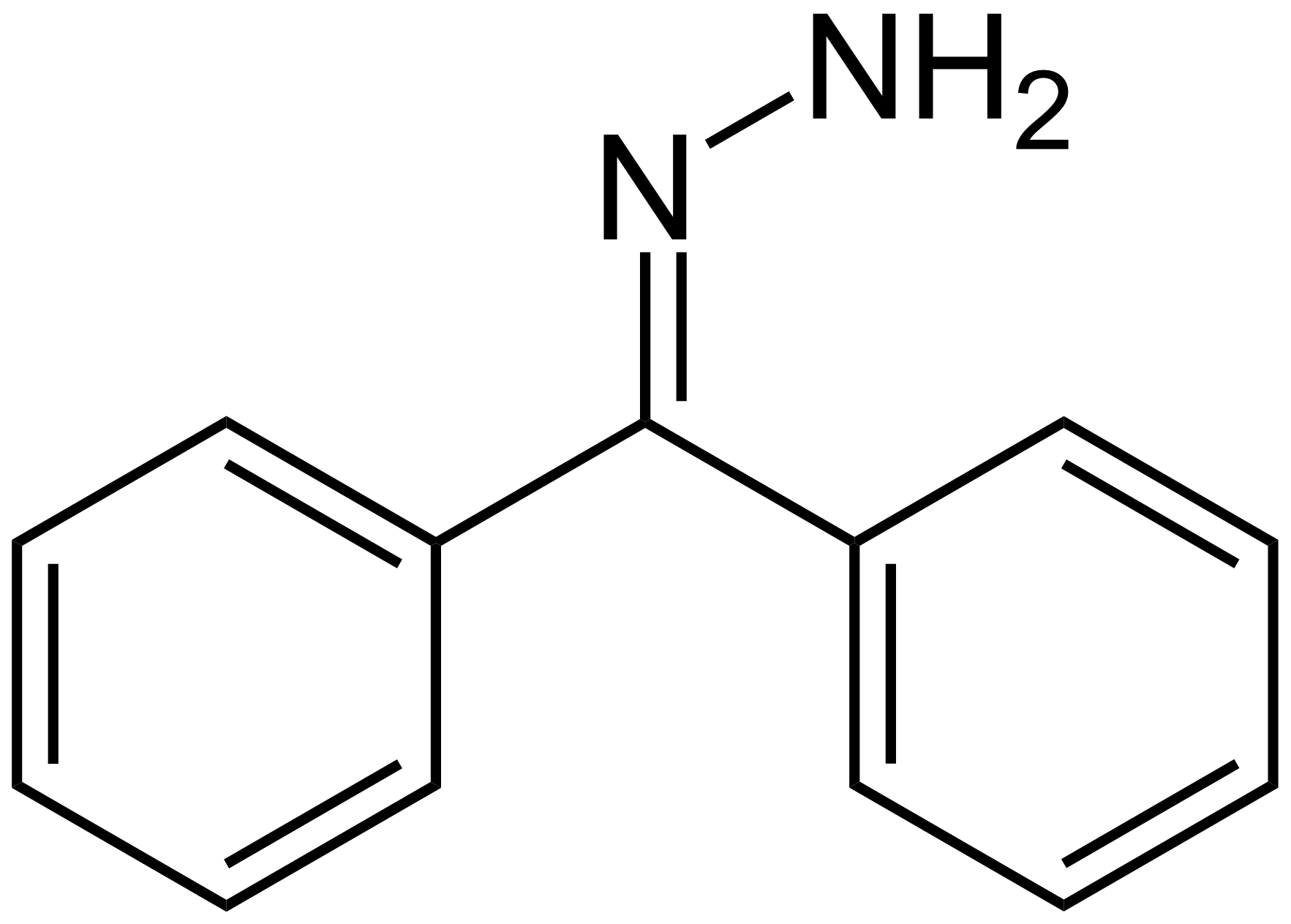
Benzophenone hydrazone, exemplo de uma hidrazona

Carbonilcianeto m-clorofenil-hidrazona

Uma hidrazona é uma classe de compostos orgânicos com a estrutura R2C=NNR2   .  Estes compostos estão relacionados com cetonas e aldeídos pela substituição do oxigênio pelo grupo funcional NNH2. Elas se formam normalmente pela ação de hidrazina sobre cetonas ou aldeídos.